# Keith Wallace
Keith Wallace (ur. 29 marca 1961 w Preston, zm. 31 grudnia 1999) – brytyjski pięściarz, uczestnik Letnich Igrzysk Olimpijskich 1980 w Moskwie.

## Igrzyska olimpijskie
Keith Wallace wystąpił w wadze muszej na igrzyskach olimpijskich w Moskwie. Wziął tam udział w jednej walce, w której przegrał 4-1 z reprezentantem Rumunii Danielem Radu, został ostatecznie sklasyfikowany na 9. pozycji.